# Kikericsfélék
A kikericsfélék (Colchicaceae) az egyszikűek (Liliopsida) osztályában a liliomvirágúak (Liliales) rendjének egyik családja. Az APG III-rendszerben a korábban ide tartozó, ám morfológiailag jól megkülönböztethető monotipikus Petermannia génuszt külön családdá emelték ki, Petermanniaceae néven.

## Tulajdonságaik
Gumós vagy hagymagumós növények. Bibéjük lebenyezett, a hat lepellevél egy-egy porzót zár be a rügyben. Magházuk felső állású. A kikerics (Colchicum) fajok, lepelleveleinek alja hosszú csővé nőtt össze: ez a cső rejti a föld alatt elhelyezkedő magházat, amelyben a mag csak tavasszal érik a földfelszín fölé emelkedő tokterméssé. Fitokémiai különlegességük a kolchicin nevű tropolon-alkaloid termelése.

## Életmódjuk
A tavaszi kikericsfélék (például magyar kikerics, sárga kikerics) levelek közt nyílnak. Az őszi fajok (például őszi kikerics, homoki kikerics) levele csak tavasszal bújik elő. E fajok termése a telet föld alatti tokban vészeli át, és csak tavasszal, levélnyílás után érik be.

## Jellemző hazai fajaik
- Az őszi kikerics (Colchicum autumnale) üde réteken és ligetekben gyakori mérges növény.
- A Villányi-dombságon, a Szársomlyó hegyen szubendemikus a magyar kikerics (Colchicum hungaricum).
- Alföldi homokpusztáinkon pannóniai endemikus faj a homoki kikerics (Colchicum arenarium).
- Szeged és Debrecen környékének tölgyeseiben (valamint a kolozsvári Szénafüvek természetvédelmi területen) él a tavaszkikerics (Bulbocodium vernum).